# Annelie Drewsen
Annelie Drewsen (født 1980 i Spånga) er en svensk forfatter, freelancejournalist og lærer.
Hendes skønlitterære forfatterskab består af de parallelsprogede billedbøger om Adam, børnebogen Stella får ett syskon og de letlæste ungdomsbger om Amina. Som journalist skriver hun især om skolerelaterede emner.